# Christian Danner
Christian Danner, född 4 april 1958 i München, är en tysk racerförare. 

## Racingkarriär
Danner vann det första formel 3000-mästerskapet som arrangerades 1985. Han debuterade samma år i formel 1 för Zakspeed och hans första lopp var Belgiens Grand Prix 1985.
Säsongen 1986 körde Danner för Osella men han flyttade över till Arrows efter att deras förare Marc Surer blivit allvarligt skadad i en rallyolycka. Det blev en sjätteplats i Österrike 1986. Året efter gick Danner till Zakspeed för andra gången. Säsongen 1989, som var hans sista i formel 1, körde han för Rial Racing. Han kom fyra i USA 1989, vilket var hans bästa placering under F1-karriären. 
Under det följande decenniet tävlade Danner i den japanska formel 3000-serien, CART och DTM. På senare år har han arbetat som formel 1-kommentator.

## F1-karriär
| Säsong | Stall/Tillverkare            | Poäng | Placering |
| ------ | ---------------------------- | ----- | --------- |
| 1985   | Zakspeed                     | 0     | –         |
| 1986   | Osella-Alfa Romeo Arrows-BMW | 1     | 18        |
| 1987   | Zakspeed                     | 0     | –         |
| 1989   | Rial-Ford                    | 3     | 21        |